# Clã do Pé
O Foot Clan é um clã fictício de ninjutsu na banda desenhada Teenage Mutant Ninja Turtles e em toda a media relacionada. Normalmente o seu líder é Shredder, o principal antagonista da série. Criado por Kevin Eastman e Peter Laird teve a sua primeira aparição em Teenage Mutant Ninja Turtles #1 (Maio de 1984).
O Foot Clan era originalmente uma paródia ao clã ninja Hand da banda desenhada Daredevil. Para além da óbvia similaridade no nome, ambos os clãs têm origem no Japão feudal, praticam ninjutsu e magia negra, e que actualmente são uma poderosa organização criminosa a nível mundial praticando diversas actividades ilegais como tráfico de droga, tráfico de armas, contrabando de dinheiro falso, assassinatos, atentados, crimes informáticos, furtos, e provavelmente terrorismo.
Em muitas versões, o logótipo do clã é uma pegada de dragão. No entanto, a série de animação de 1987 usa uma pegada humana estampada em cada soldado.